# زاسن-ترانتوو
زاسن-ترانتوو (به آلمانی: Sassen-Trantow) یک شهر در آلمان است که در فرپومرن-گرایفسوالد واقع شده‌است. زاسن-ترانتوو ۸۶۷ نفر جمعیت دارد.